# Sheik Yerbouti
A Sheik Yerbouti Frank Zappa dupla, nagyrészt 1977-ben és 78-ban rögzített koncertfelvételekből álló lemeze. 1979. március 3-án jelent meg, ez volt a Zappa Records első kiadványa. A lemez címe szójáték: Zappa arab burnuszba öltözve látható a borítón, az arab hangzású cím utalás a KC and the Sunshine Band 1976-os "Shake Your Booty" című diszkóslágerére.

## A lemez számai
Minden darab Frank Zappa szerzeménye, a "Rubber Shirt" szerzői: Bozzio/O'Hearn/Zappa.

### CD-kiadás
1. "I Have Been in You" – 3:33
2. "Flakes" – 6:41
3. "Broken Hearts Are for Assholes" – 3:42
4. "I'm So Cute" – 3:09
5. "Jones Crusher" – 2:49
6. "What Ever Happened to All the Fun in the World" – 0:33
7. "Rat Tomago" – 5:15
8. "Wait a Minute" – 0:33[1]
9. "Bobby Brown (Goes Down)" – 2:49[2]
10. "Rubber Shirt" – 2:45
11. "The Sheik Yerbouti Tango" – 3:56
12. "Baby Snakes" – 1:50
13. "Tryin' to Grow a Chin" – 3:31
14. "City of Tiny Lites" – 5:32
15. "Dancin' Fool" – 3:43
16. "Jewish Princess" – 3:16
17. "Wild Love" – 4:09
18. "Yo' Mama" – 12:36

### Bakelit kiadás
első oldal:
1. "I Have Been in You" – 3:33
2. "Flakes" – 6:41
3. "Broken Hearts Are for Assholes" – 3:42
4. "I'm So Cute" – 4:20 (a bakeliten és az EMI CD-n)

második oldal:
1. "Jones Crusher" – 2:49
2. "What Ever Happened to All the Fun in the World" – 0:33
3. "Rat Tomago" – 5:15
4. "We've Got to Get into Something Real" – 0:33[3]
5. "Bobby Brown" – 2:49[4]
6. "Rubber Shirt" – 2:45
7. "The Sheik Yerbouti Tango" – 3:56

harmadik oldal:
1. "Baby Snakes" – 1:50
2. "Tryin' to Grow a Chin" – 3:31
3. "City of Tiny Lites" – 5:32
4. "Dancin' Fool" – 3:43
5. "Jewish Princess" – 3:16

negyedik oldal:
1. "Wild Love" – 4:09
2. "Yo' Mama" – 12:36

## A lemezről
A Sheik Yerbouti bizonyos szempontból fordulópontot jelent Zappa karrierjében: ez az első album, amit a Warner Bros. Recordstól függetlenedve végre a saját kiadójánál jelentethet meg. A hangsúly itt elsősorban a szatírákon, a paródiákon (tehát a szövegeken) van, és ezzel a lemezzel kezdődik egy nagyobb eladási példányszámokat produkáló, kereskedelmi sikerekben is gazdag időszak.
A dalok szintem mindegyike komoly stúdió-utómunkálatokkal "kezelt" koncertfelvétel, ezek az 1977 Halloweeni és nagyrészt 1978 eleji (főleg Londoni) koncerteken készültek.
Ugyanez a felállás látható/hallható a Baby Snakes című DVD-n és CD-n.

## Az egyes számokról
- "Bobby Brown (Goes Down)" – valószínűleg Zappa világszerte legismertebb dala, ez nem vonatkozik azonban Amerikára: a rádiók az erősen szexuális töltetű szövege miatt letiltották (fordítása itt – Zappa PONT).
- "I Have Been in You" – a dal Peter Frampton egy 1977-es dalát, az "I'm in You"-t gúnyolja ki egy erősen szexuális tartalmú szöveggel (fordítása itt – Zappa PONT).
- "Dancin' Fool" – Frank Zappa első Grammy-jelölése ("A legjobb férfi rockénekes"), a szám meglehetősen népszerű lett a diszkókban, annak ellenére, hogy a szövege elég egyértelműen gúnyolja ki a diszkó zenét.
- "Flakes" – a számban egy Bob Dylan paródiát hallunk – erről Adrian Belew gitáros így mesél:[5]

Frank sosem énekelt és gitározott egyszerre. Ha valaki a koncertfelvételeit megnézi, látszik hogy vagy gitározik, vagy énekel, de egyszerre a kettőt soha. Egyszer rájöttem, miért. Halkan eljátszotta és elénekelte nekem ennek a dalnak a középrészét. Borzasztó volt. Mint egy rossz folk-dal. Én meg elkezdtem cikizni Bob Dylan hangján: "I asked as nice as I coouuld".
"Ez az! - mondta Frank. - maradjon így!"
Így került a Bob Dylan paródiám egy Frank Zappa felvételre.
Mindig érdekelt, vajon Bob Dylan mit gondolna erről.
- "Jewish Princess", a humorous look at Jewish stereotyping, attracted attention from the Anti-Defamation League, to which Zappa denied an apology, arguing: "Well, I didn't make up the idea of a Jewish Princess. They exist, so I wrote a song about them".
- "Rat Tomago" – a szám a "Torture never Stops" gitárszólójának enyhén megvágott változata, elhangzott 1978. február 15-én Berlinben. 1980-ban Grammy-díjra jelölték A legjobb instrumentális rock-előadás kategóriában.
- "The Sheik Yerbouti Tango" – a "Little House I Used to Live In" szólója, elhangzott ugyancsak 1978. február 15-én Berlinben.
- "City of Tiny Lites" – a dalhoz készült egy gyurmaanimációs videó, Bruce Bickford munkája.
- In making "Rubber Shirt", Zappa combined a track of Terry Bozzio playing drums in one musical setting with one of Patrick O'Hearn playing bass in another, and totally different, musical setting. The tracks differed in time signature and in tempo. Zappa referred to this technique as xenochrony.
- "Yo Mama" – a dal keletkezéséről Tommy Mars billentyűs:[6]

Ez a dal hozzám köthető, Frank a 77-es turné legelején írta. Londonban próbáltunk éppen, nagyon ideges volt. Elvárt volna bizonyos dolgokat, ezek a bizonyos dolgok pedig nem voltak meg. Éppen a "Zoot Allures"-t kezdtük játszani és mikor ahhoz a 11-es akkordhoz ért, mindenkire nagyon mérges lett, mert semmi sem úgy történt, ahogy történnie kellett volna. Engem azért büntetett meg, mert a "The Little House I Used To Live In" című kis darabot nem tanultam meg. Nem tudtam, hogy azt szerette volna, hogy teljes egészében tanuljam meg! Tehát ez a próba teljes kudarc volt. Másnap ezzel a szöveggel érkezett: "Jobb, ha visszamész anyádhoz..." - úgyhogy ez teljesen önéletrajzi dolog. Franknél ez így megy.

## Közreműködők

### Zenészek
- Frank Zappa – szólógitár, ének
- Adrian Belew – ritmusgitár, ének
- Ed Mann – ütőhangszerek, ének
- Patrick O'Hearn – basszusgitár, ének
- Terry Bozzio – dobok, ének
- Tommy Mars – billentyűs hangszerek, ének
- Peter Wolf – billentyűs hangszerek, vaj

- Napoleon Murphy Brock – ének
- Andre Lewis – vokál
- David Ocker – klarinét
- Randy Thornton – vokál

### Technikai stáb
- Bob Ludwig – Mastering Engineer
- Bob Stone – Digital Remastering
- Joe Chiccarelli – Remixing, Overdub Engineer
- Lynn Goldsmith – Photography, Cover Photo
- Peter Henderson – Engineer
- Kerry McNabb – Engineer
- Davey Moire – Vocals, Engineer

- John Williams – Art Direction
- Gail Zappa – fotó
- Amy Bernstein – Artwork, Layout Design
- Barbara Isaak – asszisztens

## Helyezések
Album – Billboard (North America)
| Year | Chart      | Position |
| ---- | ---------- | -------- |
| 1979 | Pop Albums | 21       |